# Onda Verde
Onda Verde es un municipio brasilero del estado de São Paulo. Se localiza a una latitud 20º36'00" sur y a una longitud 49º17'43" oeste, estando a una altitud de 534 metros. La ciudad tiene una población de 3.884 habitantes (IBGE/2010) y área de 243,1 km². Onda Verde pertenece a la Microrregión de São José do Río Preto.

## Demografía
Datos del Censo - 2010
Población total: 3.884
- Urbana: 3.043
- Rural: 841
- Hombres: 1993[5]
- Mujeres: 1.891

Densidad demográfica (hab./km²): 15,98
Mortalidad infantil hasta 1 año (por mil): 11,83
Expectativa de vida (años): 73,53
Tasa de fertilidad (hijos por mujer): 2,83
Tasa de alfabetización: 88,57%
Índice de Desarrollo Humano (IDH-M): 0,777
- IDH-M Salario: 0,684
- IDH-M Longevidad: 0,809
- IDH-M Educación: 0,838

(Fuente: IPEADATA)